# Упразднённые заповедники СССР
Список заповедников на территории СССР, которые были закрыты и в советское время не восстановлены.

## РСФСР
1. «Бузулукский бор». Находился в Оренбургской области. Организован по предложению В. Семёнова-Тян-Шанского. Действовал в 1932—1949 гг. Существенно расширен в 1939 году[1]. В январе 2008 года основан национальный парк.
2. Верхне-Клязьминский заповедник. Находился в Московской области. Действовал с 1945 по 1951 г. Предложения о восстановлении не реализованы.
3. Верхне-Москворецкий заповедник. Находился в Московской области. Действовал с 1945 по 1951 г. Нереализованные предложения о восстановлении сохраняют актуальность.
4. «Висим». Находился в Свердловской области. Действовал в 1946—1951 гг. на территории, значительно превышающей нынешний Висимский заповедник.
5. Глубоко-Истринский заповедник. Находился в Московской области. Действовал с 1945 по 1951 г. Предложения о восстановлении не реализованы, актуальность возрастает.
6. «Живая книга». Находился в Московской области. Местный заповедник в 1920—1930 годах под Богородском (Ногинском). Актуальность утрачена.
7. Завидовский заповедник. Находился в Тверской и Московской областях. Формально значился заповедником в 1972—1992 годах. Фактически был спецохотхозяйством, каковым и остается в настоящее время.
8. Китойский заповедник. Находился в Иркутской области. Местный охотничий заповедник в 1915—1923 гг.
9. Клязьменский заповедник. Находился в Владимирской области. Действовал с 1935 по 1951 г. Предложения о восстановлении не реализованы. Актуален.
10. Кондо-Сосвинский заповедник. Находился в Тюменской области. Действовал с 1929 по 1951 г. Многочисленные предложения о восстановлении[2] отчасти реализованы созданием заповедника «Малая Сосьва» и Кондинского заказника. Актуальность заповедника в бассейне Конды сохраняется. Возможное новое название — «Кондинский заповедник».
11. Косинский заповедник. Находился в Московской области (ныне территория района города Москвы (Косино). Действовал в системе Наркомпроса в 20-х годах[3][4]. Восстановление заповедного режима нереально, охрана Косинских озёр по-прежнему важна.
12. Кунгурская пещера. Находился в Пермской области. Действовал в 1943—1951 гг. Восстановление режима заповедности нереально.
13. Марийский заповедник. Находился в Марийской АССР. Действовал в 1967—1973 гг. Предлагается к восстановлению, но на 1995 год планы воссоздания отсутствовали.
14. Московский заповедник. Планировался в Московской и Калужской областях. В 30—40 гг. проектировался на 10 участках, в частности, предполагалось создание «Дубравно-Самынского», «Протва-Ратовского» (в Калужской области), «Погоно-Лосиноостровского» (ныне действует национальный парк «Лосиный Остров»), которое реализовано не было. В 1945 году был создан на пяти участках в Московской области, которые в 1948 разделены на пять независимых заповедников: Верхне-Клязьминский, Верхне-Москворецкий, Глубоко-Истринский, Приволжско-Дубнинский, Приокско-Террасный). В 1951 году четыре из них закрыты, и сохранился только пятый Приокско-Террасный заповедник.
15. Мучкапский заповедник. Находился в Тамбовской области. Местный «заповедник» в 40-х гг.
16. Пензенский заповедник. Находился в Пензенской области. Действовал с 1919 по 1927 г., вошел в состав Средне-Волжского, затем Куйбышевского (Жигулёвского) заповедника, ликвидирован в 1951 г. В 1989 г. частично вошел в заповедник «Приволжская лесостепь».
17. «Предуралье». Находился в Пермской области. Действовал с 1943 по 1951 гг. Предложения о восстановлении не реализованы, актуальность сохраняется.
18. Приволжско-Дубненский заповедник. Находился в Московской области. Действовал в 1945—1951 гг. Неоднократно предлагался к частичному восстановлению. Не реализован.
19. Саянский заповедник. Находился в Иркутской области и Красноярском крае. Первоначально учреждён в 1915, то есть это самый первый государственный заповедник России, организованный на год раньше, чем Баргузинский заповедник. Прекратил действовать в 1919 г. Учреждён заново в 1939 г., ликвидирован в 1951 г. Предложения о восстановлении[2][5] не реализованы. Актуальность сохраняется, несмотря на существование Саяно-Шушенского биосферного заповедника и Тофаларского федерального заказника. Возможное новое название — «Восточно-Саянский заповедник».
20. «Семь Островов». Находился в Мурманской области. Действовал с 1938 по 1951 г., частично включён в состав Кандалкшского заповедника. Предложения о восстановлении не реализованы, актуальность сохраняется.
21. Средне-Сахалинский заповедник. Находился в Сахалинской области. Действовал с 1948 по 1951 г. Предложения о восстановлении не реализованы, актуальность сохраняется. Частично заменён созданным в 1988 г. Поронайским заповедником, находящемся в 70 километрах к северо-западу.
22. Троицкий лесостепной заповедник. Находился в Челябинской области. Действовал в 1927—1951 гг. как база Пермского университета. Восстановление предусматривалось[2]. Актуальность сохраняется.
23. «Тульские засеки». Находился в Тульской области. Действовал в 1935—1951 гг., предложения о восстановлении не реализованы, актуальность возрастает, включён в план 1994—2005 гг.
24. Уваровский заповедник. Находился в Тамбовской области. Местный «заповедник» в 40-х гг.
25. Урянбашский заповедник. Находился в Ульяновской области. Местный «заповедник» Наркомздрава в 20-х годы[4].
26. Читинский заповедник. Находился в Читинской области. Действовал в 1948—1951 гг. Предложения о восстановлении неизвестны.
27. Южно-Сахалинский заповедник. Находился в Сахалинской области. Действовал с 1948 по 1951 год.

## Белорусская ССР
1. Вяловский заповедник. Находился на территориях Воложинского района Молодечненской области и Ивенецкого района Барановичской области. Площадь 13 600 га. Охранялась в том числе и акклиматизированная лань[6].

## Грузинская ССР
1. «Мегрельская пчела». Создан с целью охраны высокогорной серой кавказской пчелы, известной большим сборами мёда и низкой агрессивностью[7].
2. «Понтийский дуб». Площадь 1 400 га, близ города Ланчхути[7].
3. Ткибульский заповедник. Для охраны каштанника в 4 км от г. Ткибули. Представлен 8 участками, площадью 1 400 га[7].
4. «Уртхлис-Убани» (Окаменелый лес)[7].
5. «Нагвреви». Площадь 300 га[7].
6. «Высокогорный луг»[8].
7. Тапараванский заповедник. Организован с целью охраны высокогорного тапараванского сазана. Площадь 2 400 га[7].
8. Бацарский заповедник. Охраняется Бацарская тисовая роща. Площадь 1 000 га[7].
9. Телаво-Кварельский заповедник. Организован в 1941 году для охраны фазана[7].
10. «Тчалистке». Площадь 200 га. Создан для охраны фазана[7].
11. Девдоракский заповедник. Площадь 100 га. Создан для охраны субальпийского леса около Девдоракского ледника[9].
12. Хевский заповедник. Площадь 1 500 га. Охранялся субальпийский лес[9].
13. Ширакский заповедник. Площадь 200 га. Охранялся фисташковый лес[7].

## Казахская ССР
1. «Боровое» находился к югу от Кокчетава, с центром в посёлке Боровое. Площадь 83 тысячи га включала хребет Кокше-тау и прилежащие степи с озёрами[10].

## Туркменская ССР
1. Дарганатинский заповедник. Основан в 1941 в окрестностях посёлка Дарганата. Создан для охраны бухарского оленя[11]. Закрыт в 1951 году. В 1982 году частично заменён Амударьинским заповедником, два участка которого также находятся в левобережных тугаях Аму-Дарьи несколько южнее прежней территории Дарганатинского заповедника[12].

## Узбекская ССР
1. «Гуралаш». Горный заповедник, находился на северных склонах Туркестанского хребта. Основан в 1926 году по предложению О. Э. Кнорринг. Просуществовал до 1929 года, вновь открыт в 1934 году, окончательно закрыт в 1951 году[12]. Площадь 8 тыс. га. Частично заменён Зааминским заповедником.[13]

### Каракалпакская АССР
1. Амударьинский заповедник находился в дельте Аму-Дарьи на территории Муйнакского и Кунградского районов Каракалпакской АССР. Основан в 1941 году. Площадь 300 тысяч гектаров. Не путать с Амударьинским заповедником на территории Туркмении[13]

## Украинская ССР
1. Тисовый заповедник
2. Костопольский бобровый заповедник
3. Гористое
4. Тростянец
5. Михайловская целина
6. Устиновский парк
7. Весёлые Боковеньки
8. Мало-Перещепинское болото
9. Паросоцкий лес
10. Гомольшанский лес
11. Чернечино
12. Горы Артёма
13. Каменные могилы
14. Грабовая балка
15. Леонтьев байрак
16. Конча-Заспа

## Эстонская ССР
На территории независимой Эстонии, начиная с 1923 года, было основано 32 микро-заповедника общей площадью 2000—2500 га. 24 из них были расположены на островах и морском побережье, около трети на острове Саарема. Как сказано в монографии 1951 года: «В настоящее время Общество естествоиспытателей при Академии наук Эстонской ССР принимает меры к возобновлению охраны природы и восстановлению заповедников», из чего следует, что к 1951 году все 32 заповедника были закрыты. В том числе:
1. «Острова Вайка». Основан в 1923 году у западного берега о. Саарема. Старейший заповедник. Цель — охрана гаги.
2. «Харилайд». Основан в 1924 году на северо-западной оконечности о. Саарема. Площадь 700 га. Цель — охрана морских птиц.
3. Заповедник на острове Хийумаа (Даго). Основан в 1925 году. Цель — охрана тиса.
4. «Рата». Находился в северной части Эстонии. Самый большой заповедник, площадь 1 109 га. Цель — охрана одноимённого верхового болота.
5. «Ласнамяги». Находился в окрестностях Таллина. Цель — охрана редких растений.
6. «Кюннапыхья-Пяйте». Цель — охрана редких растений.
7. «Тюрсамяэ». Цель — охрана редких растений.
8. «Абрука». Находился на одноимённом острове. Площадь около 100 га. Цель — охрана участка широколиственного леса.
9. «Липсту». Цель — охрана прибрежного соснового леса.
10. Заповедник у города Раньера. Цель — охрана дубовой рощи и её фауны.
11. «Пяхклисааре». Геологический заповедник. Цель — охрана крупных ледниковых валунов.
12. Заповедник на острове Кессулайд. Геологический заповедник. Цель — охрана геологических обнажений.
13. «Озеро Каами». Озеро Каами, находящееся на острове Саарема, имеет метеоритное происхождение. Цель — охрана ландшафта[14].